# Herluf Bidstrup

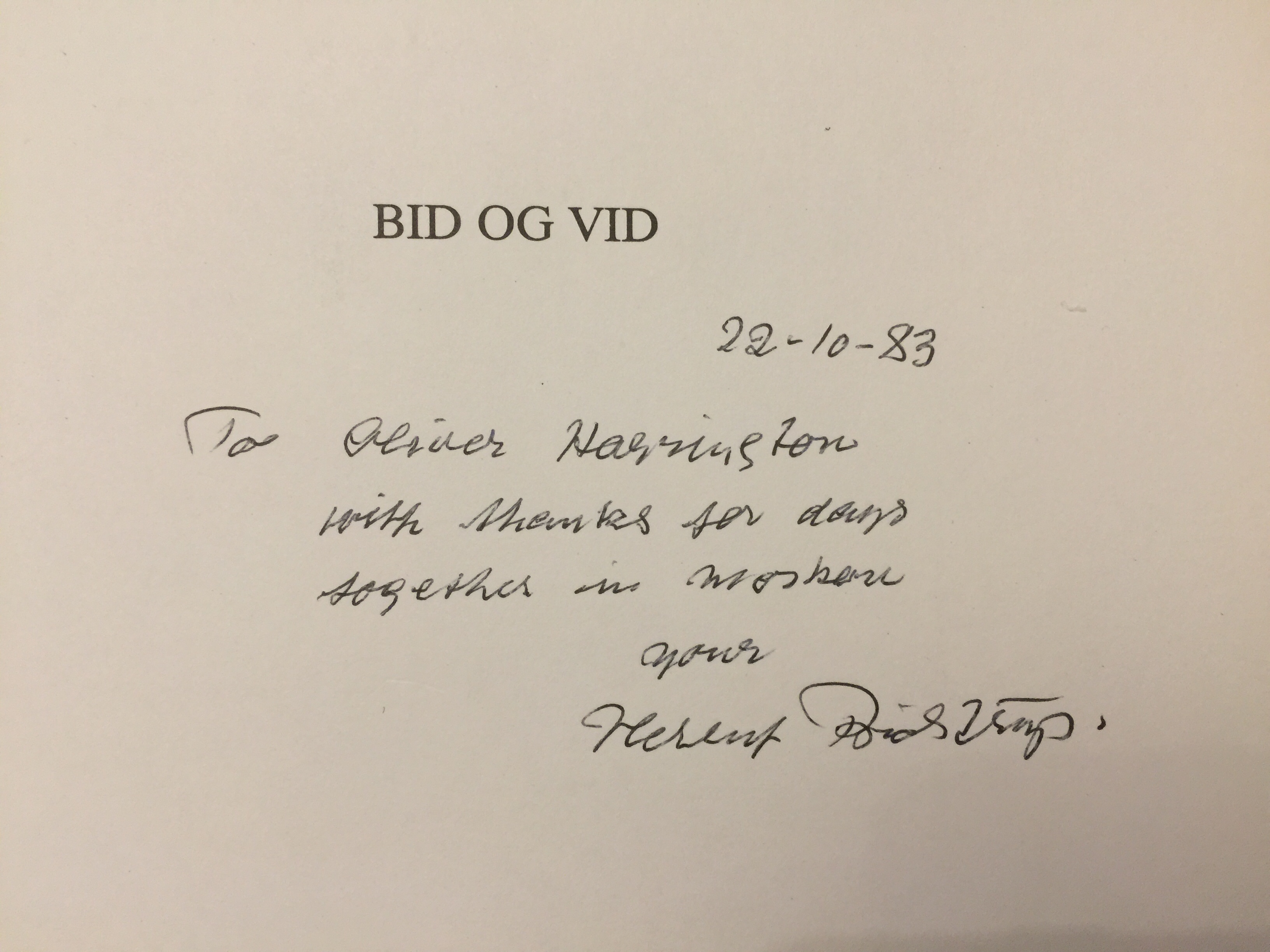
Widmung für den Karikaturisten Oliver Harrington im Buch "Bid og Vid" von Herluf Bidstrup

Herluf Bidstrup (eigentlich Hans Christian Herluf Bidstrup), (* 10. September 1912 in Berlin; † 26. Dezember 1988 in Allerød (nördlich von Kopenhagen)) war ein deutsch-dänischer Karikaturist.

## Leben
Sein Vater war ein in Deutschland lebender Däne, der Dekorationsmaler Hermod Bidstrup. Seine Mutter war Augusta Emma Bertha Bidstrup, geborene Schmidt, eine Deutsche.
1917 zog Herluf Bidstrup mit seinen Eltern nach Dänemark. Nach einem Kunststudium in Dänemark und Berlin begann er zu malen.
Ab 1936 arbeitete er für die dänische Regierungszeitung Social-Demokraten, aber auch für andere Blätter.
Seit 1945 arbeitete er für die Zeitung der Kommunistischen Partei Dänemarks Land og Folk. Mit politischen Karikaturen versuchte er fortan, kommunistisches Gedankengut zu verbreiten.
Mit spitzer Feder zeichnete Bidstrup Karikaturen, in denen er Alltagssituationen, Spießigkeit und menschliche Schwächen aufs Korn nahm. Seine Zeichnungen zeichnen sich durch einen Mix von Satire, Komik und Klarheit aus. Zumeist sind sie völlig textfrei, was das Verständnis über Sprachgrenzen hinweg erleichtert. Er zeichnete hunderte Comic-Strips, die er auf eine DIN-A4-Seite brachte.
In der DDR erschienen seine Karikaturen in den Zeitschriften Neue Berliner Illustrierte und Wochenpost. Die sowjetische Parteizeitung Prawda bediente sich vielfach seiner politischen Karikaturen. Aber auch einige seiner unpolitischen Karikaturen fanden in der Sowjetunion Verbreitung.
Der Eulenspiegel-Verlag (DDR) veröffentlichte seit den 1950er Jahren Bidstrups Arbeiten, unter anderem 1974 ein ca. 500 Seiten starkes Buch, Das dicke Bidstrup-Buch. Es enthält die meisten seiner Comic-Strips, aber auch seine typischen kapitalismuskritischen Karikaturen.
Herluf Bidstrup zog es immer wieder nach Deutschland (später in die DDR). Studienreisen führten ihn auch in die Sowjetunion und nach China.
1964 wurde ihm in Moskau der Internationale Lenin-Friedenspreis verliehen.
Deutschland und später der DDR blieb er zeitlebens eng verbunden.
Bidstrup war mit dem Schriftsteller Martin Andersen Nexø befreundet, den er auch in dessen Wahlheimat Dresden besuchte.
Herluf Bidstrup wurde in den 60er Jahren des 20. Jahrhunderts von der sowjetischen Presseagentur RIA Novosti (РИА Новости deutsche Transkription: RIA Nowosti) zu einem längeren Aufenthalt eingeladen. Er machte dort zahlreiche Zeichnungen und fügte bei vielen Bildern Anmerkungen hinzu. Die Nachrichten- und Presseagentur gab danach diesen Grafikband (184 Seiten) mit seinen Zeichnungen und Anmerkungen in verschiedenen Sprachen heraus.

## Kritik
Bidstrup stand unter dem Einfluss der Arbeiterbewegung und war dem Kommunismus zugewandt. In seinen politischen Karikaturen, die bis zu seinem Tod entstanden, stellte er die Sowjetunion als Land der Gerechtigkeit, der Menschenwürde und des Friedenskampfes dar, dessen Ziel es sei, eine gerechte und menschenwürdige Gesellschaft zu schaffen sowie den Weltfrieden herzustellen. Gleichzeitig übte er heftige Kritik an der kapitalistischen Gesellschaftsordnung, vor allem der USA.
Bidstrup wurde vorgeworfen, blind und völlig kritiklos die Sowjetunion und den von ihr repräsentierten Kommunismus angebetet zu haben. Mit dieser fragwürdigen und völlig realitätsfremden Vergötterung des politischen Systems der damaligen Sowjetunion habe er sich selbst ins Abseits gesetzt.
Ebenso wie Martin Andersen Nexø trafen ihn in Dänemark vielfach Spott und Verachtung. Jedoch konnte er immer wieder mit seinen unpolitischen Karikaturen Anerkennung erzielen.
Auf der anderen Seite veröffentlichten Zeitungen und Zeitschriften des Ostblocks seine politischen Zeichnungen. In Staaten des kommunistischen Herrschaftssystems, einschließlich China, erreichten ihn regelmäßig Ehrungen, so zum Beispiel in Moskau 1964 der Internationale Lenin-Friedenspreis.
Das Interesse an seinen Arbeiten ist entsprechend der gesellschaftlichen Entwicklung in der Welt ab 1989 stark geschwunden. Eine für Ende 1989 geplante Ausstellung seiner Werke in Dresden kam aufgrund der politischen Wende in der DDR nicht mehr zustande.
Ein Versuch, im Jahre 2004 seine Werke in New York City auszustellen, scheiterte bereits in der Anfangsphase.

## Verbreitung seiner Karikaturen und Illustrationen heute
Bidstrup ist außerhalb der ehemaligen Sowjetunion völlig in Vergessenheit geraten. Auch in Dänemark ist sein Name fast unbekannt. Dies mag seiner Zuwendung zum Kommunismus und zur Sowjetunion (beides ab 1945 bis zu seinem Tod) zuzuschreiben sein (vergleiche Kritik).
In Dänemark nutzt das Arbeitermuseum in Kopenhagen seine politischen Karikaturen.
In Deutschland werden seine Werke, das heißt die Bücher mit seinen Karikaturen und Illustrationen, derzeit nicht aufgelegt und sind außer Handel.
Fanseiten im Internet, die seine Karikaturen zeigen, findet man heute vor allem in Russland.
Der Asteroid des äußeren Hauptgürtels (3246) Bidstrup ist nach ihm benannt.

## Werke (Auswahl)
- Bid og Vid, Forlaget Tiden Kopenhagen 1940–1982.
- Drei kleine Mädchen, Kinderbuchverlag Berlin 1950. (Übersetzung Gertrud Vieweg)
- Reportagen mit dem Zeichenstift, Verlag der Kunst Dresden 1954. (Übersetzung Ellen Schou)
- Gewitztes und Verschmitztes, Eulenspiegel Verlag Berlin 1955.
- Ausgelacht und Angelacht, Eulenspiegelverlag Berlin 1955.
- Chinareise, Verlag der Kunst Dresden 1956. (Übersetzung Ellen Schou)
- Einfälle und Reinfälle, Eulenspiegel Verlag Berlin 1957.
- In der Sowjetunion Verlag Presseagentur Nowosti Moskau 1968.
- Das dicke Bidstrup-Buch, Eulenspiegel Verlag Berlin 1974.